# Tony Alfaro
José Antonio Alfaro Vázquez, detto Tony (Puruándiro, 15 giugno 1993), è un calciatore messicano, difensore dell'El Paso Locomotive.

## Carriera
Ha giocato nella massima serie dei campionati peruviano, statunitense e messicano.